# Timon Vanhoutte
Timon Vanhoutte (Kortrijk, 29 januari 2004) is een Belgisch voetballer die onder contract ligt bij RSC Anderlecht. Hij is doelman.

## Clubcarrière
Vanhoutte begon zijn jeugdcarrière bij SV Kortrijk, waar hij destijds als veldspeler begon. Via KV Kortrijk, waar hij werd omgeschoold tot doelman, belandde hij op zijn tiende bij Club Brugge. In 2018 maakte hij de overstap naar RSC Anderlecht. In juli 2020 ondertekende hij er zijn eerste profcontract. Twee jaar later brak Anderlecht zijn contract open tot 2024.
Op 26 november 2022 maakte hij zijn profdebuut in het shirt van RSCA Futures, het beloftenelftal van Anderlecht dat vanaf het seizoen 2022/23 aantreedt in Eerste klasse B: op de vijftiende competitiespeeldag liet trainer Guillaume Gillet hem starten tegen Beerschot VA (1-2-nederlaag). Nadat Bart Verbruggen naar het eerste elftal ging, werd Vanhoutte eerste doelman voor de Futures.

## Clubstatistieken
| Seizoen         | Club            | Land            | Competitie      | Competitie | Competitie | Beker | Beker | Supercup | Supercup | Europees | Europees | Totaal | Totaal |
| Seizoen         | Club            | Land            | Competitie      | Wed.       | Dlp.       | Wed.  | Dlp.  | Wed.     | Dlp.     | Wed.     | Dlp.     | Wed.   | Dlp.   |
| --------------- | --------------- | --------------- | --------------- | ---------- | ---------- | ----- | ----- | -------- | -------- | -------- | -------- | ------ | ------ |
| 2022/23         | RSCA Futures    | Vlag van België | Eerste klasse B | 8          | 0          | —     | —     | —        | —        | —        | —        | 8      | 0      |
| 2023/24         | RSCA Futures    | Vlag van België | Eerste klasse B | 0          | 0          | —     | —     | —        | —        | —        | —        | 0      | 0      |
| Carrière totaal | Carrière totaal | Carrière totaal | Carrière totaal | 8          | 0          | 0     | 0     | 0        | 0        | 0        | 0        | 8      | 0      |

Bijgewerkt op 20 februari 2023.